# Bank of America Plaza (Atlanta)
Bank of America Plaza – wieżowiec w Atlancie, w Stanach Zjednoczonych, o wysokości 311,8 metrów. Budynek został otwarty w 1992 i posiada 55 kondygnacji.
Obecnie najwyższy wieżowiec w USA poza Nowym Jorkiem i Chicago. Jest 30. co do wysokości budynkiem na świecie. Jego największym dzierżawcą jest prawnicza firma Troutman Sanders LLP. Zaprojektowany przez Kevin Roche John Dinkeloo and Associates LLC i wybudowany kosztem 436 milionów dolarów. Po zmierzchu iglica budynku jest podświetlana na żółto.
W budynku swoją siedzibę ma m.in. Polish American Chamber of Commerce of the Southeast United States (Polsko-Amerykańska Izba Gospodarcza we Wschodnio-Południowych Stanach Zjednoczonych).